# بعد همبستگی
در نظریهٔ آشوب بعد همبستگی (با V نشان داده شده‌است) اندازه‌گیری ابعاد فضای اشغال شده توسط مجموعه‌ای از نقاط تصادفی می‌باشد.
برای مثال، اگر مجموعه‌ای از نقاط تصادفی حقیقی بین ۰ و ۱ داشته باشیم، بعد همبستگی ν = ۱ است و اگر یک مثلث در فضای سه بعدی جاسازی شده باشد بعد همبستگی ν = ۲ می‌شود. استفادهٔ اصلی بعد همبستگی در داده‌ها با مقیاس کوچک می‌باشد. مزیت بعد همبستگی این است که به سرعت و مستفیم محاسبه می شودو زمانی که تعداد کمی از نقاط در دسترس باشد نویز کمتری دارد.
برای N نقطه در فضای M بعدی:
Ẕ(i)=[z1(i),z2(i),…,zm(i)] i=۱٬۲,…N
سپس انتگرال همبستگی C(ε) به صورت زیر محاسبه می‌شود:
C(ε)=lim g/N² (N→∞)
که g تعداد کل جفت نقاطی می‌باشد که فاصله بین آنها کمتر از εاست. همان‌طور که تعداد نقاط به بی‌نهایت تمایل پیدا می‌کند و فاصله بین آنها به صفر می‌رسد، انتگرال همبستگی، برای مقادیر کوچک ε، به صورت زیر می‌شود:
C(ε)~(ε)^v
اگر تعداد نقاط به اندازه کافی بزرگ باشد و نقاط به‌طور مساوی توزیع شوند، محاسبهٔ log-log از انتگرال همبستگی برحسب ε، یک تخمین از ν را بدست می‌آورد. این تکنیک توسط Grassberger و Procaccia در سال ۱۹۸۳ معرفی گردید. این تکنیک می‌تواند برای تمایز بین رفتار آشوبناک و رفتار تصادفی استفاده شود.